# HP Open
A HP Open (teljes nevén: HP Japan Women’s Open Tennis) minden év októberében megrendezett tenisztorna nők számára 2009–2014 között Oszakában, 2015–2017 között Tokióban, 2018-2019-ben Hirosimában, 2023-tól Oszakában.
A torna International kategóriájú, összdíjazása 250 000 dollár. Az egyéni főtáblán harminckét játékos szerepel. A mérkőzéseket kemény borítású, szabadtéri pályákon játsszák.
2008-ig Tokióban rendezték meg a tornát, a férfiakkal közösen. A nők számára az első önálló versenyt Oszakában 2009-ben tartották meg, s a győzelmet Samantha Stosur szerezte meg.

## Döntők

### Egyéni
| Év        | Győztes             | Ellenfél a döntőben | Eredmény a döntőben |
| --------- | ------------------- | ------------------- | ------------------- |
| 2024      | Suzan Lamens        | Kimberly Birrell    | 6–0, 6–4            |
| 2023      | Ashlyn Krueger      | Csu Lin             | 6–3, 7–6(6)         |
| 2020–2022 | Nem rendezték meg.  | Nem rendezték meg.  | Nem rendezték meg.  |
| 2019      | Hibino Nao          | Doi Miszaki         | 6–3, 6–2            |
| 2018      | Hszie Su-vej        | Amanda Anisimova    | 6–2, 6–2            |
| 2017      | Zarina Dias         | Kató Miju           | 6–2, 7–5            |
| 2016      | Christina McHale    | Kateřina Siniaková  | 3–6, 6–4, 6–4       |
| 2015      | Yanina Wickmayer    | Magda Linette       | 4–6, 6–3, 6–3       |
| 2014      | Samantha Stosur     | Zarina Dias         | 7–6(7), 6–3         |
| 2013      | Samantha Stosur     | Eugenie Bouchard    | 3–6, 7–5, 6–2       |
| 2012      | Heather Watson      | Csang Kaj-csen      | 7–5, 5–7, 7–6(4)    |
| 2011      | Marion Bartoli      | Samantha Stosur     | 6–3, 6–1            |
| 2010      | Tamarine Tanasugarn | Date Kimiko         | 7–5, 6–7(4), 6–1    |
| 2009      | Samantha Stosur     | Francesca Schiavone | 7–5, 6–1            |

### Páros
| Év        | Győztesek                           | Ellenfelek a döntőben              | Eredmény a döntőben |
| --------- | ----------------------------------- | ---------------------------------- | ------------------- |
| 2024      | Sibahara Ena Laura Siegemund        | Cristina Bucșa Monica Niculescu    | 3–6, 6–2, [10–2]    |
| 2023      | Anna-Lena Friedsam Nagyija Kicsenok | Anna Kalinszkaja Julija Putyinceva | 7–6(3), 6–3         |
| 2020–2022 | Nem rendezték meg.                  | Nem rendezték meg.                 | Nem rendezték meg.  |
| 2019      | Doi Miszaki Hibino Nao              | Christina McHale Valerija Szavinih | 3–6, 6–4, [10–4]    |
| 2018      | Eri Hozumi Csang Suaj               | Miyu Kato Makoto Ninomiya          | 6–2, 6–4            |
| 2017      | Aojama Súko Jang Csao-hszüan        | Monique Adamczak Storm Sanders     | 6–0, 2–6, [10–5]    |
| 2016      | Aojama Súko Ninomija Makoto         | Jocelyn Rae Anna Smith             | 6–3, 6–3            |
| 2015      | Csan Hao-csing Csan Jung-zsan       | Doi Miszaki Nara Kurumi            | 6–1, 6–2            |
| 2014      | Aojama Súko Renata Voráčová         | Lara Arruabarrena Tatjana Maria    | 6–1, 6–2            |
| 2013      | Kristina Mladenovic Flavia Pennetta | Samantha Stosur Csang Suaj         | 6–4, 6–3            |
| 2012      | Raquel Kops-Jones Abigail Spears    | Date Kimiko Heather Watson         | 6–1, 6–4            |
| 2011      | Date Kimiko Csang Suaj              | Vania King Jaroszlava Svedova      | 7–5, 3–6, [11–9]    |
| 2010      | Csang Kaj-csen Lilia Osterloh       | Aojama Súko Fudzsivara Rika        | 6–0, 6–3            |
| 2009      | Csuang Csia-zsung Lisa Raymond      | Chanelle Scheepers Abigail Spears  | 6–2, 6–4            |